# Thomas A. Steitz

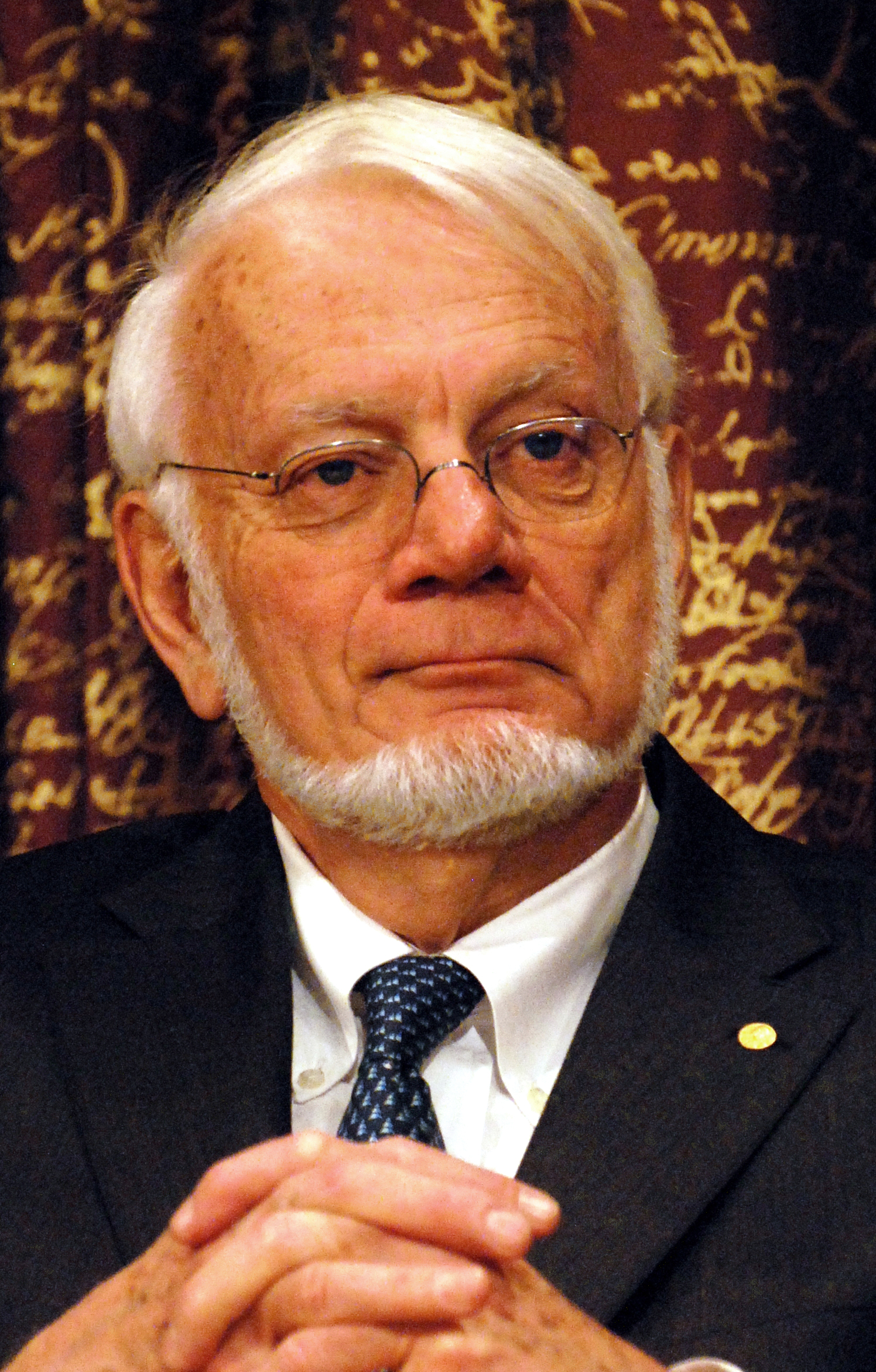
Thomas Arthur Steitz (2009)

Thomas Arthur Steitz (* 23. August 1940 in Milwaukee, Wisconsin; † 9. Oktober 2018 in Branford, Connecticut) war ein US-amerikanischer Molekularbiologe und Biochemiker. Ihm wurde zusammen mit Venkatraman Ramakrishnan und Ada Yonath der Nobelpreis für Chemie 2009 „für die Studien zur Struktur und Funktion des Ribosoms“ zugesprochen.

## Biografie
Steitz besuchte die Wauwatosa East High School und schloss sein Studium der Chemie 1962 mit dem B.A. an der Lawrence University in Appleton, Wisconsin, ab. Er promovierte 1966 an der Harvard University bei William Lipscomb. Nach einem Postdocaufenthalt am britischen MRC in Cambridge war er ab 1970 an der Yale University in New Haven, Connecticut, tätig. Dort forschte und lehrte er als Sterling Professor für molekulare Biophysik und Biochemie sowie als HHMI Investigator am Howard Hughes Medical Institute.
Thomas Steitz war mit Joan A. Steitz verheiratet, einer vielfach ausgezeichneten Biochemikerin und ebenfalls Professorin an der Yale University. Das Paar hat einen Sohn, der ein Minor-League-Baseballspieler war und ebenfalls in Yale studierte und dort Baseball spielte.

## Forschung und Auszeichnungen
Thomas Steitz veröffentlichte 1998 die erste Kristallstruktur der großen Untereinheit eines Ribosoms, die allerdings noch nicht einzelne Atome sichtbar machte.
- 1980: Pfizer Award in Enzyme Chemistry
- 1990: Mitgliedschaft in der National Academy of Sciences
- 1990: Mitgliedschaft in der American Academy of Arts and Sciences
- 2001: Rosenstiel Award for Distinguished Work in Basic Medical Research
- 2001: AAAS Newcomb Cleveland Prize
- 2006: Keio Medical Science Prize
- 2007: Gairdner Foundation International Award
- 2009: Nobelpreis für Chemie (zusammen mit Venkatraman Ramakrishnan und Ada Yonath)
- 2011: Mitgliedschaft in der Royal Society[4]